# Kungariket Madagaskar
Kungariket Madagaskar eller mer formellt Kungariket Imerina var den stat som dominerade Madagaskar fram tills ön togs över av fransmännen i samband med koloniseringen av Afrika.
Under slutet av 1700-talet började kung Andrianampoinimerina ena merinafolket, som tidigare bestått av ett flertal olika riken, under ett rike, merinariket/Imerina. I början av 1790-talet flyttade han sin huvudstad från Ambohimanga till Antananarivo och vid sin död hade han utvidgat sitt rike utanför merinafolkets område och styrde stora delar av Madagaskar. Under hans son Radama I var nästan hela ön styrd av merina. Merinas hegemoni över ön varade i drygt ett sekel, tills Frankrike 1895 gjorde Madagaskar till en fransk koloni 1895. Den sista av merinadynastins regenter, Ranavalona III, avsattes 1897 och skickades i exil. Hennes systerdotter och tillika adoptivdotter Marie-Louise dog 1948 och var den sista i den kungliga ätten. När Madagaskar senare blev självständigt, blev det därför republik.

## Merinarikets regenter

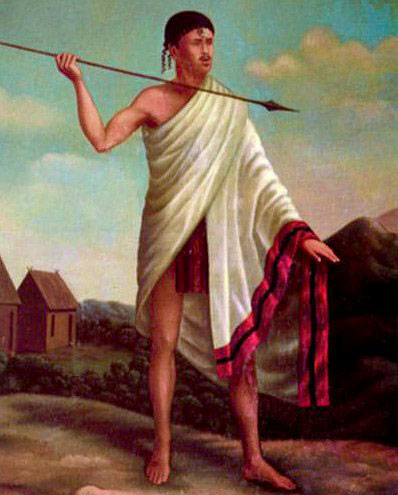
Andrianampoinimerina (1795–1810)
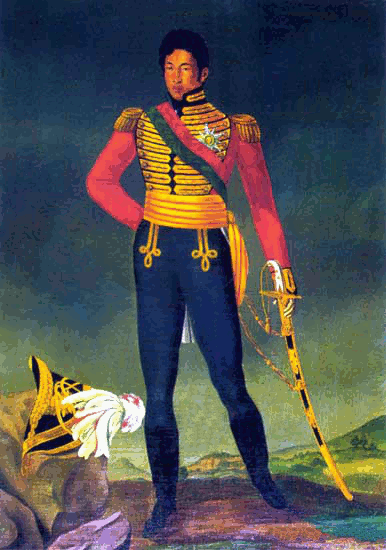
Radama I (1810–1828)
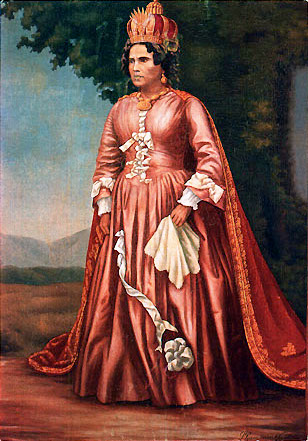
Ranavalona I (1828–1861)
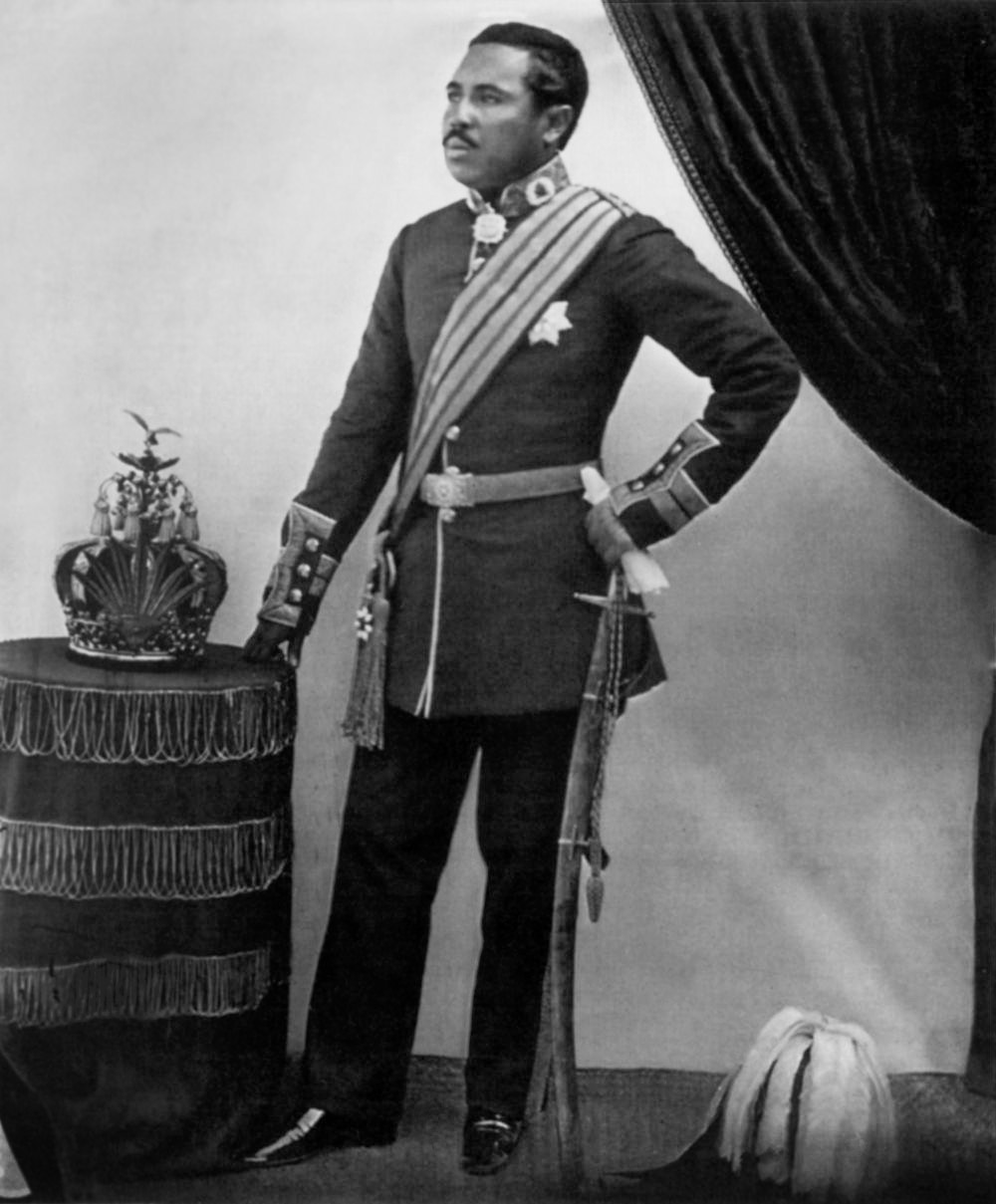
Radama II (1861–1863)
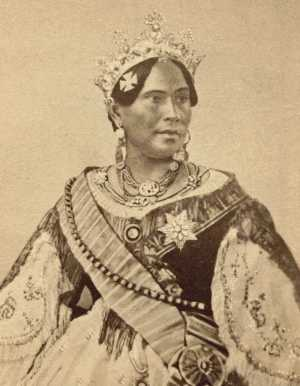
Rasoherina (1863–1868)
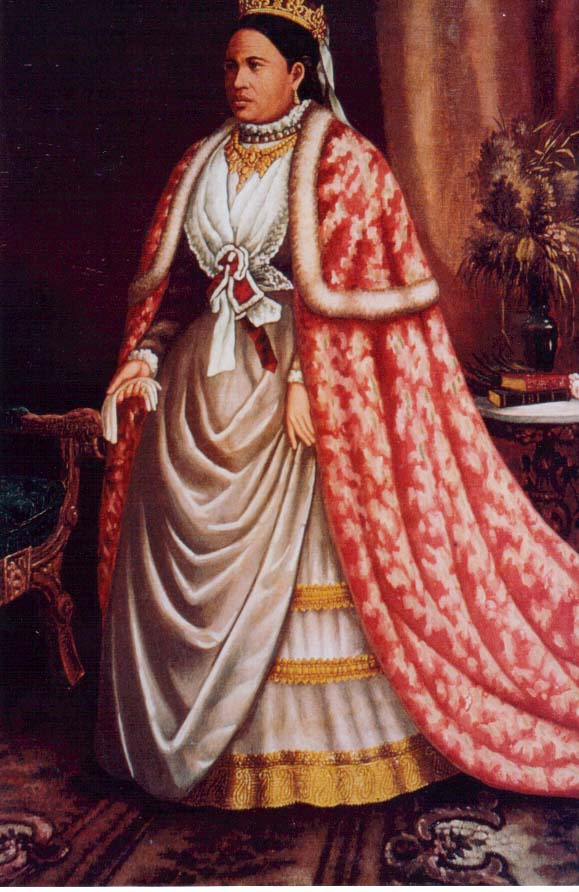
Ranavalona II (1868–1883)
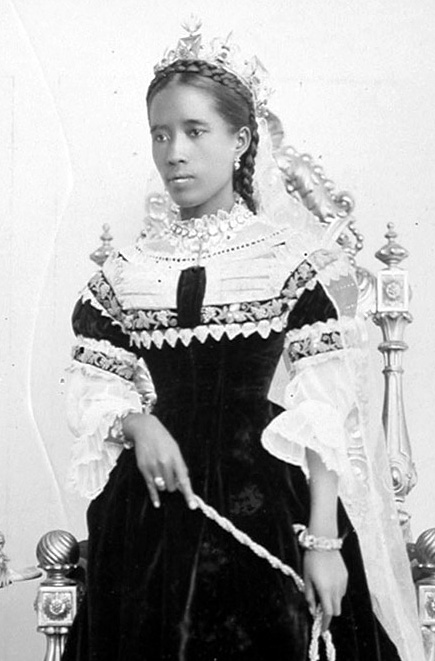
Ranavalona III (1883–1897)